# Albert Pyun
Albert Pyun (19 de maig de 1953 - 26 de novembre de 2022) va ser un director de cinema estatunidenc que va fer pel·lícules d'acció de baix pressupost, pel·lícules B i directe a vídeo.
L'Independent Film Channel va dir que Pyun "s'ha fet un nínxol únic com a director de pel·lícules de gènere de baix pressupost i alt concepte protagonitzades per actors que han passat el seu millor moment", i va afegir que "altres creuen que és una descripció benèfica per a Pyun, que també ha estat ridiculitzat com el nou Ed Wood."
Tot i que les seves pel·lícules sovint barrejaven kickboxing i arts marcials híbrides amb ciència-ficció i temes distòpics o post-apocalíptics, que sovint inclouen cyborgs, Pyun va declarar en una entrevista del 2012 que "realment no tinc cap interès en els cyborgs. I mai he tingut cap interès per les històries o els escenaris post-apocalíptics. Semblava que aquestes situacions em presentaven una manera de fer pel·lícules amb molt pocs diners, i d'explorar idees que jo volia explorar, encara que fossin [controvertides]."
Entre les pel·lícules de Pyun's cal destacar The Sword and the Sorcerer, Cyborg, Captain America, i Guerra d'androides.

## Primers anys
Pyun va néixer el 19 de maig de 1953. Era un "military brat" i va viure a bases arreu del món fins que el seu pare es va establir a Hawaii. Va anar a l'escola a Kailua, un petit poble situat al costat del vent d'Oahu. Les primeres pel·lícules de 8 mm i 16 mm de Pyun es van fer a Kailua i considera que la seva vida a països estrangers i el seu creixement a Hawaii han influït molt en el seu estil de cinema. Mentre estava a l'institut, Pyun va treballar a diverses cases de producció d'Honolulu abans de rebre una invitació de l'actor japonès, Toshiro Mifune, per viatjar al Japó per fer pràctiques. Inicialment, Pyun havia de fer pràctiques a la pel·lícula d'Akira Kurosawa, Dersu Uzala, que havia de protagonitzar Mifune. però l'actor va decidir no fer la pel·lícula i, en canvi, Pyun es va trobar treballant en una sèrie de televisió de Mifune sota la tutela del director de fotografia de Kurosawa, Takao Saito (Barba-roja).
Pyun va tornar a Hawaii i va començar a treballar com a editor de cinema comercial a KGMB a Honolulu i va editar anuncis publicitaris per a agències com Bozell Jacobs i Leo Burnett. Després de diversos anys com a muntador, Pyun es va traslladar a Los Angeles per convertir-se en director de llargmetratges.

## Dècada del 1980
La primera pel·lícula de Pyun, The Sword and the Sorcerer segueix sent la seva més taquillera, i finalment va guanyar 36.714.025 dòlars als Estats Units. Es va estrenar el 30 d'abril de 1982, va recaptar 4.100.886 dòlars, cosa que va situar la pel·lícula en segon lloc aquella setmana als Estats Units. Richard Lynch va rebre el Premi Saturn al millor actor secundari per la seva interpretació de Cromwell. Durant la producció de la pel·lícula va morir l'especialista Jack Tyree   a Griffith Park a Los Angeles. Mentre feia una caiguda de 78 peus amb disfressa i maquillatge pesats, Tyree va colpejar el seu airbag fora del centre, donant lloc a un impacte fatal.
Amb l'èxit de The Sword and the Sorcerer, Pyun es va unir a diversos projectes de ciència-ficció el 1984, inclòs Desafiament total, que seria produït per Dino De Laurentiis a Universal Pictures, amb un guió basat en la història de Philip K. Dick escrita per Ronald Shusett (Alien). En aquell moment, William Hurt hi estava vinculat com a estrella.
La seva segona pel·lícula, Radioactive Dreams, va ser guardonada amb el Corbeau d'Or al 5è Festival Internacional de Cinema Fantàstic de Brussel·les l'any 1987. "Radioactive Dreams" 'ha projectat recentment a l'eX Fest d'Exhumed Films el 2013.
La carrera de Pyun va prendre un gir més popular amb el thriller Dangerously Close i la pel·lícula d'aventures romàntiques Down Twisted, protagonitzada per Carey Lowell, Charles Rocket i Courteney Cox.
A finals de la dècada de 1980, Pyun va fer Alien from L.A., amb la supermodel Kathy Ireland a qui va seleccionar després de veure una foto seva sense fer una prova de pantalla. Aleshores, Ireland va prendre lliçons d'actuació. La pel·lícula va aparèixer més tard en un episodi de Mystery Science Theater 3000.
Cyborg de Pyun es va estrenar com la quarta pel·lícula més taquillera als Estats Units el 7 d'abril de 1989. Finalment va recaptar 10.166.459 dòlars als Estats Units. El 2011, vint-i-dos anys després de fer Cyborg, Pyun va publicar la seva versió de director. A l'octubre de 2012 va seguir una reedició de Metro-Goldwyn-Mayer en Blu-ray.
El 1989, Pyun va fer Deceit i Captain America. El maig de 2011 es va publicar una versió de director de Captain America.

## Dècada del 1990
A principis dels anys 1990, Pyun va fer Guerra d'androides amb Olivier Gruner i Thomas Jane;la va seguir Brainsmasher... A Love Story el 1993 amb Teri Hatcher i Andrew Dice Clay; i Mean Guns amb Christopher Lambert i Ice-T el 1997.
El juny de 1991, la pel·lícula de Pyun Kickboxer 2, escrita per David Goyer (Ghost rider: El motorista fantasma, Blade, El cavaller fosc, es va estrenar en sales amb crítiques mixtes.
Altres pel·lícules de la dècada del 1990 foren Cavallers amb Kris Kristofferson, Kathy Long i Lance Henriksen; Dollman protagonitzada per Tim Thomerson com un policia tipus Harry el Brut de 13 polzades d'alçada d'un altre planeta; Raven Hawk amb Rachel McLish i William Atherton; Spitfire amb Henriksen, Sarah Douglas, Tim Thomerson i Kristie Phillips; Hong Kong '97 amb Robert Patrick i Ming-Na Wen; Adrenalina amb Christopher Lambert i Natasha Henstridge; Post Mortem amb Charlie Sheen; Crazy Six amb Rob Lowe, Mario Van Peebles i Burt Reynolds; Omega Doom amb Rutger Hauer i Shannon Whirry; i Arcade amb Megan Ward, Seth Green, Peter Billingsly i John Delancie. Pyun també va fer el seu únic treball episòdic de televisió fins ara al programa de NBC/Columbia Tri-Star The Fifth Corner amb Alex McArthur, Kim Delaney i James Coburn.

## Dècada del 2000
Pyun va dirigir i produir Temps límit per Artisan Entertainment el maig de 2000, protagonitzada per Steven Seagal, Tom Sizemore, Dennis Hopper, Jaime Pressly, Nas i Ice-T amb Chilli del grup R&B TLC. L'any 2002, va ser una de les cinc pel·lícules premiades per vendrd per l'Associació de distribuïdors de programari de vídeo en la categoria de 'Directe a vídeo/edició limitada d'un estudi independent'.
L'any 2004, Pyun va anar al territori nord-americà de Guam i, juntament amb el productor de cinema John Laing, va convèncer el govern de Guam perquè oferís una garantia de préstec de 800.000 dòlars per finançar la seva pel·lícula Max Havoc: Curse of the Dragon.En el seu esforç per convèncer els funcionaris de Guam perquè aprovissin la garantia del préstec, Pyun els va dir que ell i el seu productor (Laing) tenien un "rècord financer esterlí" i que ni ell ni John Laing havien incomplert mai un préstec. El 2006, Laing va incomplir el préstec i Guam va perdre la seva garantia. Laing va culpar a Pyun del fracàs de la pel·lícula.
El maig de 2012 es va arribar a un acord extrajudicial entre John Laing i l'Autoritat de Desenvolupament Econòmic de Guam, però fins a l'octubre de 2012 Laing no havia complert els termes d'aquest acord. A finals de 2012, l'administrador de GEDA, Karl Pangelinan, va informar que Laing havia fet un pagament de 75.000 dòlars sobre el saldo de l'import de la liquidació i el saldo pendent era de 75.000 dòlars. Els funcionaris de GEDA van confirmar que el pagament final es va fer el febrer de 2013, tancant l'assumpte. Pyun no va estar involucrat en cap litigi legal entre GEDA i Laing.
El setembre de 2008, Pyun va començar la producció de Tales of an Ancient Empire. El rodatge va començar el 12 d'octubre de 2008. La pel·lícula es va estrenar al Fright Night Film Fest de Louisville (Kentucky). La pel·lícula va ser finalment estrenada per Lions Gate Films el gener de 2012 i és protagonitzada per Kevin Sorbo, Michael Paré, Melissa Ordway i Ralf Moeller.

## Dècades de 2010 i 2020
La pel·lícula de Pyun Road to Hell va guanyar el premi a la millor pel·lícula al Yellow Fever Independent Film Festival de Belfast l'any 2011. Més tard, l'any 2012, va obrir el PollyGrind Film Festival a Las Vegas on va guanyar el premi a la millor pel·lícula de fantasia, millor actor, millor actriu, millor actriu secundària, millor cançó, millor ús de cançons, millor ús de la música, millors efectes visuals, millor guió i el millor novell.

## Malaltia i mort
A finals de 2013, Pyun va anunciar que tenia esclerosi múltiple. El març de 2014, la seva salut havia millorat prou perquè pogués filmar The Interrogation of Cheryl Cooper. El 2017, també tenia demència. Tanmateix, va buscar finançament per a projectes fins al 2018.
El novembre de 2022, la dona de Pyun i productora Cynthia Curnan va publicar a la seva pàgina de Facebook que la salut de Pyun estava en ràpid declivi i que havia estat ingressat a un hospici. Curnan va declarar que Pyun volia escoltar els seus seguidors i li va preguntar si la gent li escriuria missatges que li pogués llegir. La seva petició va ser amplificada per la pàgina de Facebook del director de cinema Sam Peckinpah i en llocs web de ressenyes de pel·lícules com JoBlo i ComicBook.com. Curnan va informar als fans una setmana més tard que Pyun "estava gaudint dels missatges dels seguidors" i que van ajudar a "alleujar la culpabilitat que sentia Pyun perquè no va poder completar dues pel·lícules abans d'haver de deixar de treballar".
Pyun va morir a Las Vegas el 26 de novembre de 2022, a l'edat de 69 anys.

## Premis
- 2005 – Premi Unicorn d'Or a la trajectòria de tota la vida al Festival Internacional de Cinema de Fantasia i Terror d'Estepona.[44]
- 2011 – Inducció al Saló de la Fama de les Pel·lícules B a la B-Movie Celebration.[45]
- 2012 – Premi a tota una vida-Cineasta d'una raça diferent al PollyGrind Film Festival.
- 2013 – Premi Groundbreaker – BUT FILM FESTIVAL (Breda, Països Baixos)[46]
- 2013 – Indie Genre Spirit Award – Buffalo Dreams Fantastic Film Festival[47]

## Filmografia
- The Sword and the Sorcerer (1982)
- Radioactive Dreams (1985)
- Dangerously Close (1986)
- Vicious Lips (1986)
- Down Twisted (1987)
- Alien from L.A. (1988)
- Cyborg (1989)
- Deceit (1990)
- Captain America (1990)
- Bloodmatch (1991)
- Kickboxer 2 (1991)
- Dollman (1991)
- Guerra d'androides (1992)
- Arcade (1993)
- Cavallers (1993)
- Brainsmasher... A Love Story (1993)
- Kickboxer 4 (1994)
- Hong Kong 97 (1994)
- Heatseeker (1995)
- Nemesis 2: Nebula (1995)
- Spitfire (1995)
- Omega Doom (1996)
- Adrenalina (1996)
- Nemesis 3: Prey Harder (1996)
- Raven Hawk (1996)
- Nemesis 4: Death Angel (1996)
- Mean Guns (1997)
- Crazy Six (1998)
- Postmortem (1998)
- Urban Menace (1999)
- The Wrecking Crew (2000)
- Temps límit (2001)
- Max Havoc: Curse of the Dragon (2004)
- Left for Dead (2007)
- Road to Hell (2008)
- Bulletface (2010)
- Tales of an Ancient Empire (2010)
- The Interrogation of Cheryl Cooper (2014)
- Interstellar Civil War (2017)